# Xenisthmus
Xenisthmus is een geslacht van straalvinnige vissen uit de familie van grondels (Xenisthmidae). Het geslacht is voor het eerst wetenschappelijk beschreven in 1908 door Snyder.

## Soorten
- Xenisthmus africanus Smith, 1958
- Xenisthmus balius Gill & Randall, 1994
- Xenisthmus chi Gill & Hoese, 2004
- Xenisthmus clarus (Jordan & Seale, 1906)
- Xenisthmus eirospilus Gill & Hoese, 2004
- Xenisthmus polyzonatus (Klunzinger, 1871)
- Xenisthmus semicinctus Gill & Hoese, 2004
- Xenisthmus smithi (Menon & Talwar, 1973)